# 瀬戸口駅

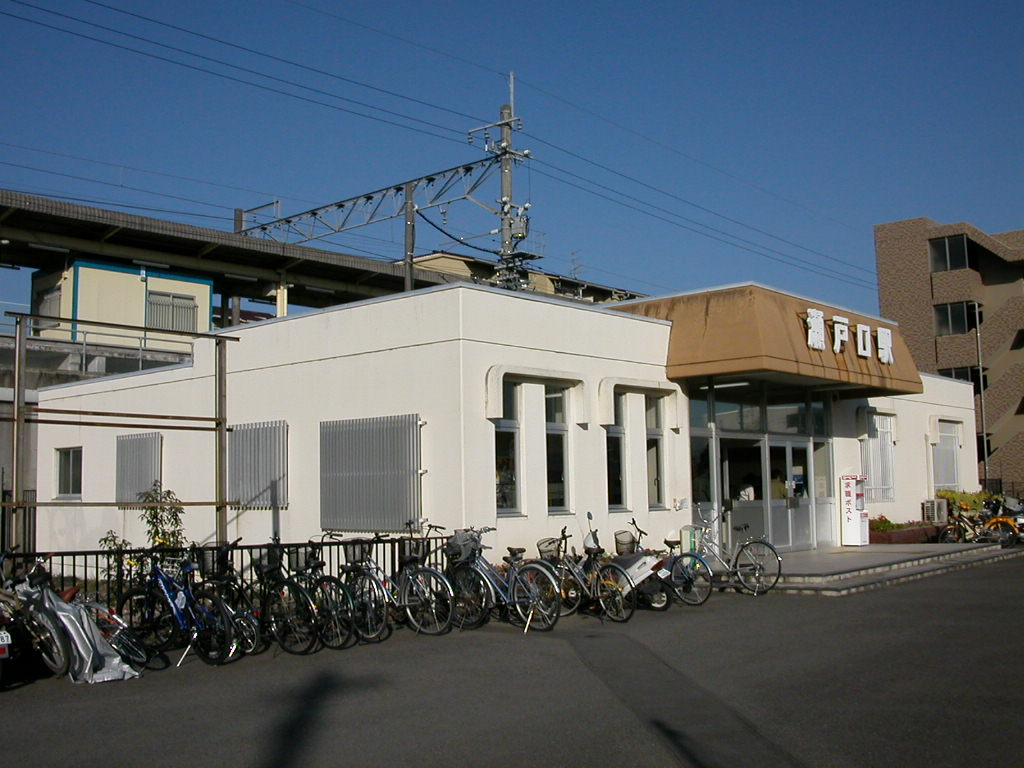
塗り替え前の駅舎（2005年4月）

瀬戸口駅（せとぐちえき）は、愛知県瀬戸市東赤重町二丁目にある愛知環状鉄道・愛知環状鉄道線の駅である。駅番号は20。
朝夕の名古屋駅直通列車や早朝深夜の線内列車、臨時列車など、この駅を始発あるいは終着とする列車が比較的多い。

## 歴史
- 1988年（昭和63年）1月31日：愛知環状鉄道の駅として、新豊田 - 高蔵寺間の開通にあわせて開業[1][2]。
- 1993年（平成5年）11月1日：自動券売機を設置[3]。
- 2005年（平成17年）
  - 9月：駅舎の塗装塗り替えを完了。
  - 10月1日：名古屋駅から瀬戸口駅まで直通の通勤列車運転開始[3]。
- 2006年（平成18年）12月23日：瀬戸市コミュニティバスバス停設置。
- 2009年（平成21年）1月26日：自動改札機を設置[3]。
- 2019年（平成31年）3月2日：ICカード「TOICA」の利用が可能となる[4]。

## 駅構造
高架駅であり、10両編成に対応した島式ホーム1面2線を持つ。駅の南方（山口駅方面）には愛知万博の輸送に対応するために建設された10両対応の引き上げ線があり、一部の列車がここに入る。当駅では車両の夜間滞泊も行われる。
なお、平日朝夕ラッシュ時に運行されるJR中央本線直通列車は8両編成で運行している。その際はJRの車両が使用される。
建設当初は2面4線の島式ホームが設置できる用地が確保されたが、列車の設定本数が少なく待避の必要性が薄れたことから1面2線分は集合住宅の建設用地として転用された。
終日有人駅であり、自動改札機やバリアフリー対応型の自動券売機が導入されている。

### のりば
| 番線 | 路線            | 方向 | 行先                                 | ホーム長 |
| ---- | --------------- | ---- | ------------------------------------ | -------- |
| 1    | ■愛知環状鉄道線 | 上り | 八草・岡崎方面                       | 10両     |
| 2    | ■愛知環状鉄道線 | 下り | 瀬戸市・高蔵寺・中央線経由名古屋方面 | 10両     |

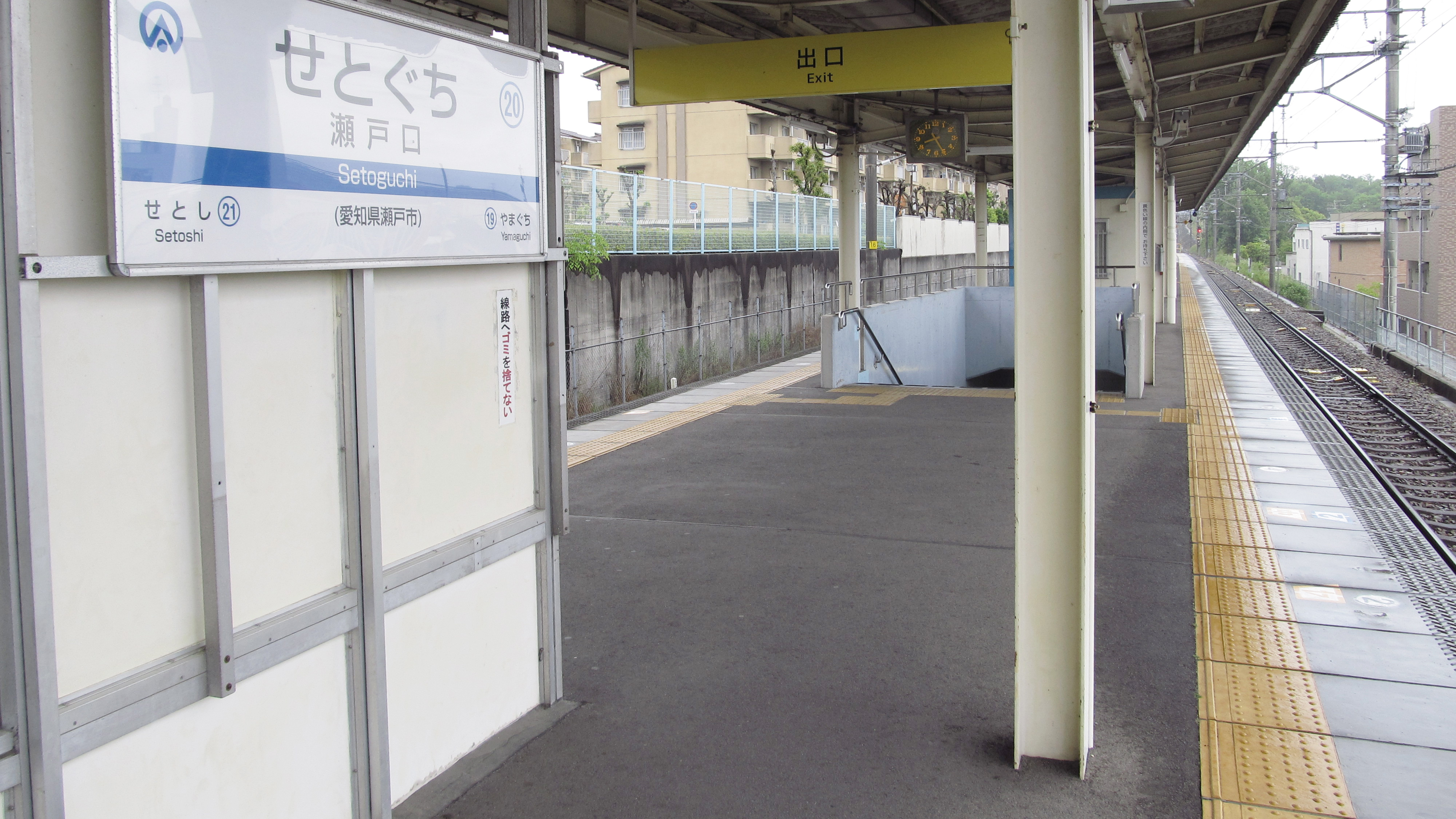
ホーム
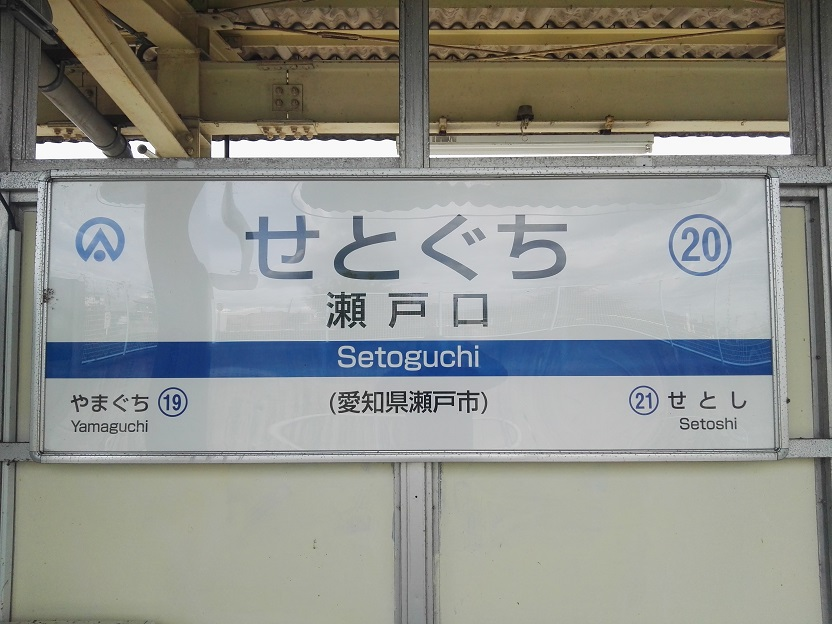
駅名標
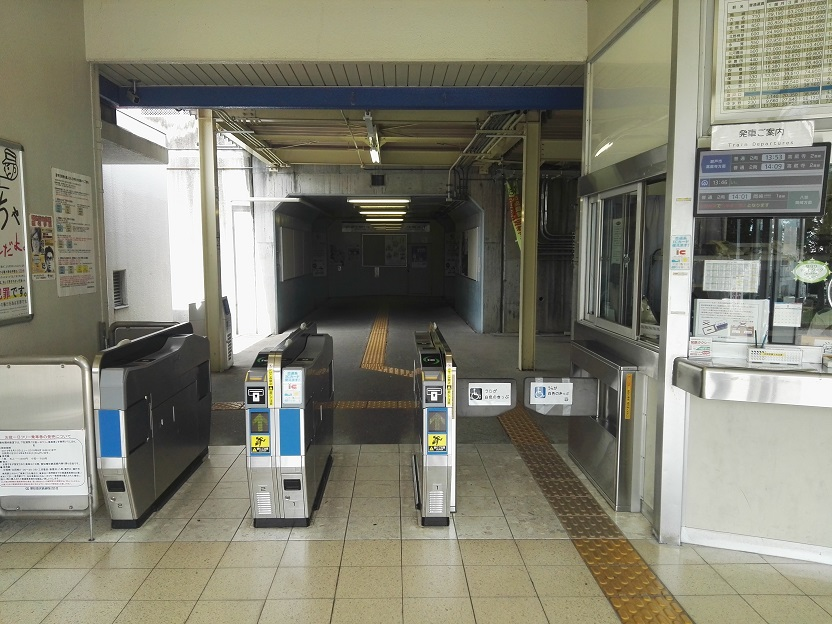
自動改札機

### 貨物駅（計画中止）
国鉄時代は「瀬戸口貨物基地」の建設が計画されており、用地も取得されたが、計画中止となった。用地は愛知県土地開発公社に売却され、愛知環状鉄道線の建設費に充てられた。

### 配線図
| ← 岡崎方面 | 瀬戸口駅 構内配線略図 | → 高蔵寺方面 |
| 凡例 出典: |                       |              |

## 利用状況
「瀬戸市統計書」、「移動等円滑化取組報告書」によると、当駅の一日平均乗車人員は、以下の通り推移している。
| - 2002年度：1,297人 - 2003年度：1,389人 - 2004年度：1,421人 - 2005年度：1,815人（愛知万博開催年） - 2006年度：1,558人 - 2007年度：1,567人 - 2008年度：1,698人 - 2009年度：1,771人 - 2010年度：1,746人 - 2011年度：3,550人（乗降客数） | - 2012年度：3,527人（乗降客数） - 2013年度：3,638人（乗降客数） - 2014年度：3,539人（乗降客数） - 2015年度：3,830人（乗降客数） - 2016年度：3,915人（乗降客数） - 2017年度：4,085人（乗降客数） - 2018年度：4,175人（乗降客数） - 2019年度：4,242人（乗降客数） - 2020年度：3,437人（乗降客数） |

## 駅周辺
駅周辺は住宅地である。駅前にはロータリーがあり、愛知県道22号瀬戸環状線とつながっている。
- 瀬戸市役所幡山支所
- 瀬戸市埋蔵文化財センター
- 新郷地域交流センター
- 瀬戸デジタルタワー
- 瀬戸市デジタルリサーチパークセンター
- 愛知県立瀬戸西高等学校
- 聖カピタニオ女子高等学校
- 菱野団地
- 瀬戸信用金庫総合グラウンド
- JAあいち尾東瀬戸支店
- 尾張東地方市場
- キッズランドUS 愛知瀬戸店
- 瀬戸みどりのまち病院

### バス路線
瀬戸市コミュニティバス：瀬戸口駅・瀬戸口駅北口
- 上之山線（毎日運行）
- 本地線（月・火・木・土曜日運行）

名鉄バス：瀬戸口町
- 基幹バス・本地ヶ原線：〔35〕名鉄バスセンター - 栄 - 引山 - 瀬戸口町 - 菱野団地

## 隣の駅
愛知環状鉄道
■愛知環状鉄道線
山口駅 (19) - 瀬戸口駅 (20) - 瀬戸市駅 (21)